# 查爾斯·柏恩
查爾斯·柏恩（英語：Charles Byrne、可能的真名為查爾斯·奧布賴恩（英語：Charles O'Brien），1761年—1783年6月1日），又稱愛爾蘭巨人，他是18世紀80年代倫敦的一位著名人物，以其非凡的身高而聞名，但大多數報道都提到他的身高在8英尺2英寸（2.48公尺）至8英尺4英寸（2.54公尺）之間。，然而確切身高存在一些爭議。
柏恩於1783年去世，他的骨骼標本自1799年起在倫敦的英格兰皇家外科医学院亨特博物館展出，直到2023年才被撤下展覽。

## 生平

### 早年生活
柏恩的家族居住在阿爾斯特省倫敦德里郡南部的小橋地區。一些資料顯示，他的童年主要在蒂龍郡的小橋南部度過。據傳，伯恩是在一堆乾草上受孕的，這項傳聞也被用來解釋他身材高大的原因。然而，有關柏恩家庭的其他資訊十分有限，僅知道他的父母都是普通身材，並無特別高大的特徵。有些資料顯示，柏恩的父親是一名織工，而他的母親可能有蘇格蘭血統。
在青少年時期，柏恩決定離開家鄉，前往大不列顛島尋求名利。他首先抵達蘇格蘭，並迅速引起了公眾的注意。艾瑞克·卡比奇曾記載伯恩在愛丁堡北橋街道上點燃煙鬥的情景，根據卡比奇的描述，柏恩的身高使他無需踮腳便能達到煤氣燈的高度。

### 成名
隨著柏恩在英國北部的名聲逐漸擴大，他於1782年初抵達倫敦，並在春花園門、皮卡迪利以及查令十字等地的畸形秀表演場所為付費觀眾展示其巨人的形象。他迅速成為倫敦社交圈的焦點人物。根據1782年5月6日的報紙報道指出，儘管新奇事物通常難以持久吸引公眾關注，但「對於這位現代的巨人，或這位奇妙的愛爾蘭巨人，情況卻大不相同」。
柏恩以其溫和且令人喜愛的性格贏得了公眾的廣泛喜愛，他的名人生活也頻繁見諸當時的報紙。評論將他譽為「紳士巨人」、「有史以來最非凡的奇觀，或歷史上未曾聽聞的奇觀」，並認為他是各國好奇人士公認的最傑出的人類展示之一。到了1782年中期，他的形象甚至激發倫敦的一場熱門舞台劇《丑角蒂格或巨人之路》。

### 逝世
根據現代的分析，伯恩的身高異常是由於一種當時尚未被識別的生長障礙，今日稱為「肢端肥大症」或「肢端肥大性巨人症」所導致的。在22歲時，柏恩的健康狀況急劇惡化，他在倫敦當地一家名為「黑馬」的酒吧飲酒時，被扒手偷走了隨身攜帶的700英鎊財產，這次財產損失使他變得抑鬱並開始酗酒，加劇了他的健康惡化。僅兩個月後，伯恩於1783年6月1日在倫敦查令十字科克斯珀街的一間廉價公寓裡去世，得年22歲。

## 骨骼標本
柏恩去世時，倫敦著名外科醫生兼解剖學家約翰·亨特也在當地居住。亨特以其收藏私人博物館中的奇特標本而聞名，他曾向柏恩提出預繳報酬，以此購買他的屍體。然而，柏恩意識到亨特的企圖後，為免死後遭到研究及公開展覽，特意策劃了一項計劃以避免他的遺體落入亨特之手。他安排朋友在其去世後，將他的遺體密封在一個鉛製棺材中，運往沿海城鎮马盖特進行海葬。然而，雖然棺材確實製作完成，長度達9英尺4英寸。但亨特在遺體運送途中以500英鎊賄賂了拜恩的朋友，成功將其遺體調包帶走。

#### 骨骼展覽與道德爭議

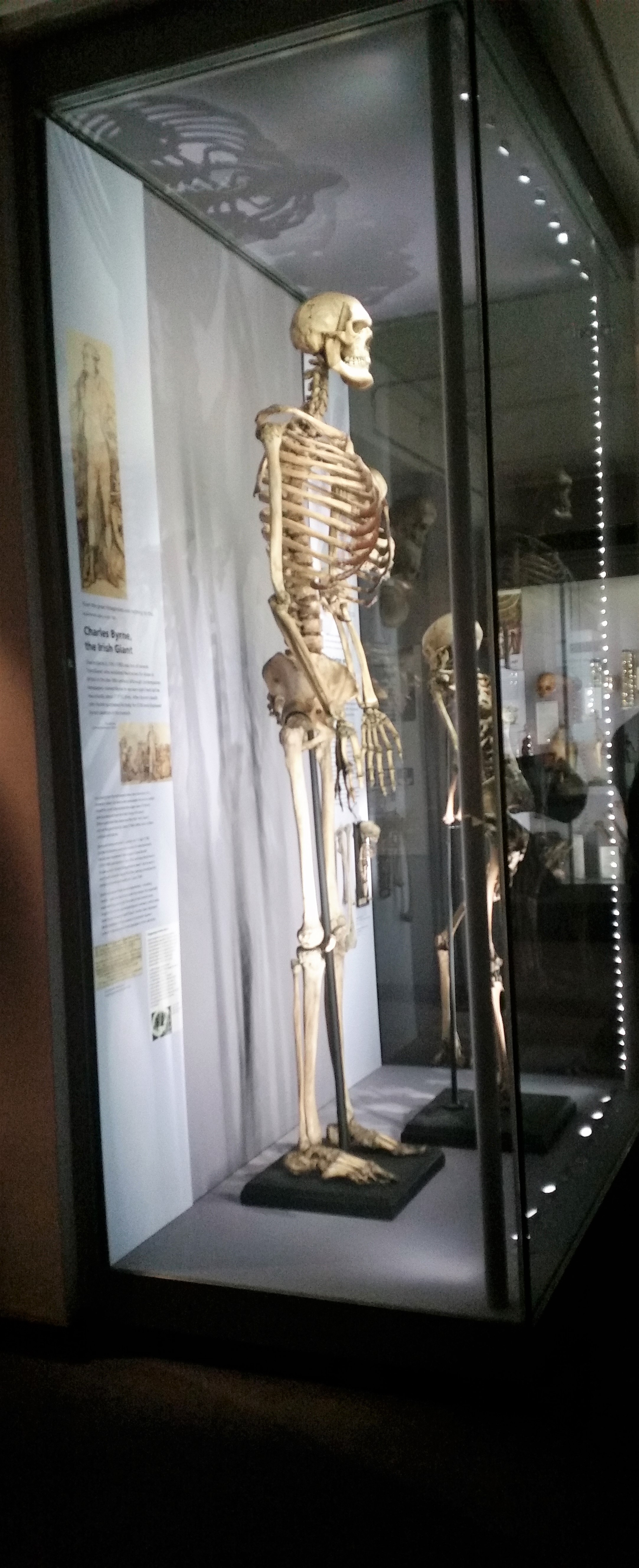
查爾斯·柏恩的骨骼標本。

隨後，亨特將伯恩的遺體處理成骨骼標本，並在四年後將其展示在自己的亨特博物館中。1799年，伯恩的骨骼被英格兰皇家外科医学院的亨特博物館購得，並在公眾展出近兩個世紀。
2011年，伦敦玛丽女王大学的醫學倫理榮譽教授倫·多伊爾和法學講師托馬斯·穆因澤在《英國醫學期刊》上呼籲停止對伯恩骨骼的不道德展覽，並建議將其海葬，以遵從伯恩生前的願望。兩位學者指出，伯恩透過骨骼獲取的DNA都已保存下來，考慮拜恩生前希望能被海葬，現在是時候遵從他的遺願。這項呼籲在公眾中引發了廣泛討論。後在2011年12月至2012年1月，
《英國醫學期刊》針對伯恩骨骼應如何處理的問題進行了民意調查。結果顯示，55.6%的受訪者支持海葬，31.55%的人支持維持現狀，13.17%的人支持撤展並用於研究。該篇《英國醫學雜誌》文章被廣泛報道後，公眾對該運動的支持大幅增長，迫使皇家外科醫學院於2012年2月正式考慮是否繼續展出伯恩的骨骼。
《國際文化與財產法雜誌》發表了一篇學術文章，討論了展覽伯恩骨骼所引發的法律問題，並介紹了在伯恩出生地進行的新實地考察。文章再次呼籲以道德理由從博物館中撤下伯恩的骨骼，並將其安葬在伯恩的家鄉，同時文章解釋了當前法律體系下，人們無權決定其遺體在死後會如何處理，因此依賴親人履行他們的安葬願望，使其能夠得到尊重和體面的安葬。
2015年5月，時任德里市長馬丁·賴利致函博物館的託管人，呼籲「尊重伯恩先生的安葬願望」。 2017年3月，托馬斯·穆因澤博士在全国公共广播电台節目《一切皆有可能》的一期「愛爾蘭巨人遺骨的傳奇，讓醫學倫理學家感到失望」的採訪中亮相。2018年6月6日，穆因澤代表該運動在《對話》雜誌上發表了一篇文章，題為《為什麼倫敦博物館應該歸還愛爾蘭巨人的被盜骨骼》，以回應案件的最新進展。
在活動人士的施壓下，《衛報》在2018年的一篇文章中對此事件進行報道，文章中提到亨特博物館的託管人考慮是否安葬柏恩的骨骼。皇家外科醫學院的發言人則表示：「亨特博物館將從2016年底起對外關閉至2021年，柏恩的骨骼目前未展出。亨特藏品委員會將在博物館關閉期間討論此事」。倫敦瑪麗女王大學病理學博物館技術館長卡拉·瓦倫丁則表示：「既然他們考慮這一問題已經公開，我認為很難再退縮。」
2021年5月，伦敦国王学院的醫生和法律研究人員瑪麗·洛思在《醫學法律評論》上發表了一篇題為《查爾斯·柏恩：最後一個被偷屍者的法律安葬案》的文章。文章提出了基於屍體處置法普通法原則的伯恩安葬法律方案。她建議，如果有人尋求安排伯恩的海葬並在英國法院挑戰亨特博物館對其遺骸的合法擁有權，法院將授予其此權。

#### 撤展與最終決定

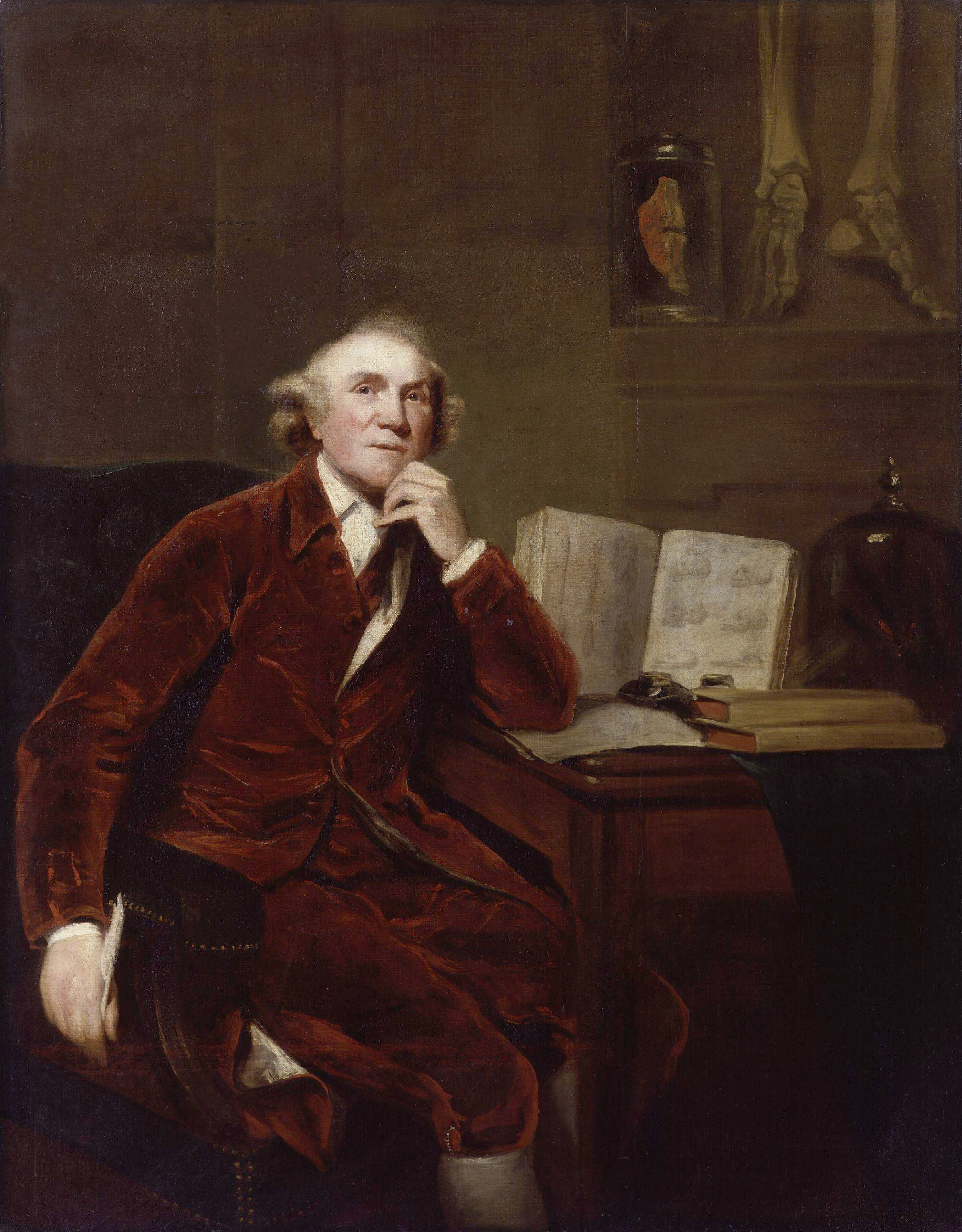
約書亞·雷諾茲的約翰·亨特油畫（1789年），右上角可見伯恩骨骼的雙腳。

2023年1月11日，亨特博物館宣布柏恩的遺體將不再列入公眾展示。博物館將改為展出由畫家約書亞·雷諾茲爵士於1789年完成的約翰·亨特油畫。此畫的右上角展示了懸在亨特上方的伯恩骨骼的雙腳。

## 醫學分析
柏恩的身高異常源自於一種今日被稱為肢端肥大症的疾病。1909年，美國外科醫生哈維·庫興研究了伯恩的骨骼，發現其土耳其鞍擴大的現象，顯示他患有腦下垂體瘤，這將刺激其生長荷爾蒙過度分泌，這項發現為伯恩的巨人症提供了醫學解釋。2011年，英國和德國的研究團隊透過對伯恩牙齒的DNA分析，進一步確認了伯恩巨人症的原因。他們發現伯恩的AIP基因中存在一種罕見的突變，與腦下垂體瘤有關。此外，研究人員還發現，當時北愛爾蘭的四個家族中，部分成員也患有類似的腦下垂體疾病，並攜帶相同的基因突變。研究推測，伯恩與這些家族在57至66代之前（約公元1425至1650年）可能有共同的祖先。

## 遺產
英國作家希拉里·曼特尔在小說《巨人奧布萊恩》中以柏恩為原型，以虛構視角描繪了他的生平。小說集中表現了科學革命與傳統信仰之間的衝突，奧布萊恩（柏恩）被塑造成一位信仰古老傳說的詩人，而與之對立的約翰·亨特則代表著科學時代的到來。小說還提及伯恩與另一位愛爾蘭巨人帕特里克·科特·奧布萊恩的親緣關係，後者在伯恩去世後展示了自己的身高，聲稱達到8英尺7英寸。然而，1972年對帕特里克·奧布萊恩骨骼的挖掘顯示，他的實際身高為8英尺1英寸。書中也提到，柏恩可能與歷史上最高的同卵雙胞胎「奈普兄弟」有關，這對兄弟的身高均為7英尺2英寸，被《金氏世界紀錄》認證為歷史上最高的同卵雙胞胎。
北愛爾蘭詩人莫伊拉·唐納森在2010年出版的詩集《奇蹟果實》中，收錄了一首名為《大愛爾蘭巨人的骷髏》的詩，靈感來自柏恩。此外，作家特莎·哈里斯在小說《死者不會安息》中，將柏恩作為故事的主角之一，探討了法醫科學、解剖學和外科手術的起源。小說特別強調了當時解剖學家在取得屍體進行解剖方面的困難，以及因此引發的非法屍體交易。
柏恩的影響力也在查爾斯·狄更斯的文學作品中體現。在《块肉余生述》第32章中，柏恩被用來形容一把巨大的傘：「我幫她拿著雨傘時，那把傘對於愛爾蘭巨人來說也是一個不便。」
2017年，愛爾蘭詞曲創作者西默斯·福加提創作並發表了一首關於伯恩的歌曲《給一位高個子的短歌》，並由基蘭·埃文斯製作影片。2023年6月，作曲家莎拉安格利斯創作的歌劇《巨人》在英國斯奈普馬爾廷斯首演。